# Бертран Крассон
Бертран Крассон (фр. Bertrand Crasson, нар. 5 жовтня 1971, Брюссель) — колишній бельгійський футболіст, що грав на позиції захисника.
Більшу частину кар'єри провів у «Андерлехт», де провів 11 сезонів і зіграв понад 300 матчів, вигравши низку національних трофеїв. Також виступав за «Льєрс» та «Брюссель», італійське «Наполі», а також національну збірну Бельгії, у складі якої був учасником чемпіонату світу 1998 року.

## Клубна кар'єра
Народився 5 жовтня 1971 року в місті Брюссель. Вихованець футбольної школи клубу «Андерлехт». Дорослу футбольну кар'єру розпочав 1989 року в основній команді того ж клубу, в якій провів сім сезонів, взявши участь у 151 матчі чемпіонату. У сезоні 1990/1991 він був визнаний найкращим молодим футболістом Бельгії. Більшість часу, проведеного у складі «Андерлехта», був основним гравцем захисту команди і чотири рази виграв чемпіонат, а також допоміг клубу завоювати Кубок і двічі Суперкубок Бельгії.
Протягом 1996–1998 років захищав кольори італійського «Наполі», яке покинув після вильоту неаполітанців з Серії А і повернувся в «Андерлехт». Цього разу відіграв за команду з Андерлехта наступні п'ять сезонів своєї ігрової кар'єри. Граючи у складі «Андерлехта» знову здебільшого виходив на поле в основному складі команди. З рідним клубом Крассон ще двічі виграв чемпіонат і Суперкубок.
Протягом сезону 2003/04 захищав кольори клубу «Льєрс». Завершив професійну ігрову кар'єру у клубі «Брюссель», за який виступав протягом сезону 2004/05.

## Виступи за збірну
1991 року дебютував в офіційних матчах у складі національної збірної Бельгії. 29 березня 1997 року в відбірковому матчі світової першості проти збірної Уельсу Бернар забив свій єдиний гол за збірну
У складі збірної був учасником чемпіонату світу 1998 року у Франції. У першому матчі групового етапу проти збірної Нідерландів він отримав травму і покинув розташування збірної.
Всього протягом кар'єри у національній команді, яка тривала 11 років, провів у формі головної команди країни лише 26 матчів, забивши 1 гол.

## Титули і досягнення
- Чемпіон Бельгії (6):

«Андерлехт»: 1991, 1993, 1994, 1995, 2000, 2001
- Володар Кубка Бельгії (1):

«Андерлехт»: 1994
- Володар Кубка бельгійської ліги (1):

«Андерлехт»: 2000
- Володар Суперкубка Бельгії (4):

«Андерлехт»: 1993, 1995, 2000, 2001